# نظرية كارثة توبا
بركان في إندونيسيا

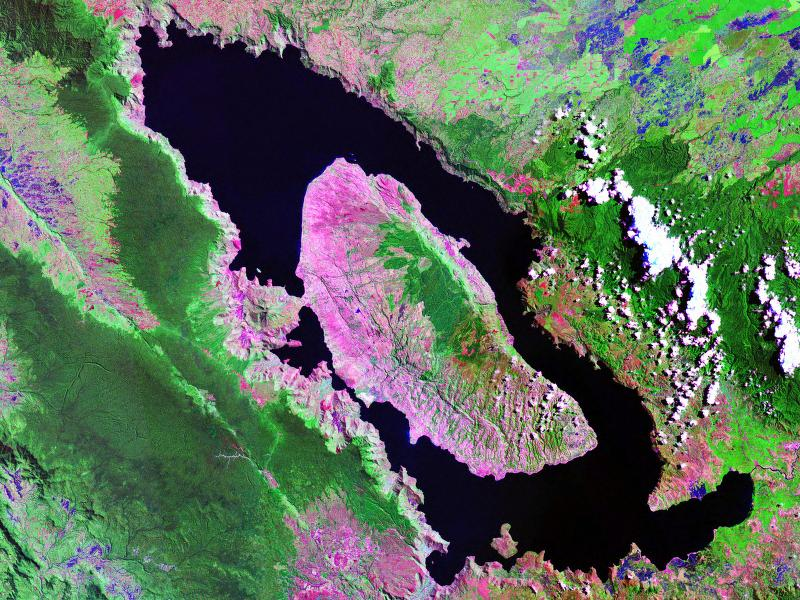
بحيرة توبا هي نتاج بحيرة بركانية

نظرية كارثة توبا أو فرضية كارثة توبا، هو ثوران بركاني هائل حدث بين 69,000 و 77,000 سنة مضت في الموقع الذي هو الآن بحيرة توبا (سومطرة، إندونيسيا)، وهو واحد من أكبر ثورات البراكين المعروفة على سطح الأرض، تحمل فرضية كارثة توبا أن هذا الحدث تسبب في شتاء بركاني عالمي من 6 لـ 10 سنوات، وربما في حدوث تبريد استمر لـ 1000 عام.
حدث انفجار توبا هو أقرب انفجار بركاني هائل إلى وقتنا هذا يتم دراسته، وفي عام 1993 اقترحت الصحفية العلمية آن جيبونز وجود صلة بين ثوران توبا وعنق الزجاجة السكانية في التطور البشري، ودعم الفكرة كلا من مايكل آر. رابينو من جامعة نيويورك وستيفين سيلف من جامعة هاواي في مانوا. وفي عام 1998 تم تطوير نظرية عنق الزجاجة من قبل ستانلي إتش أمبروز من جامعة إلينوي في أوربانا-شامبين.